# دموکراسی آتنی

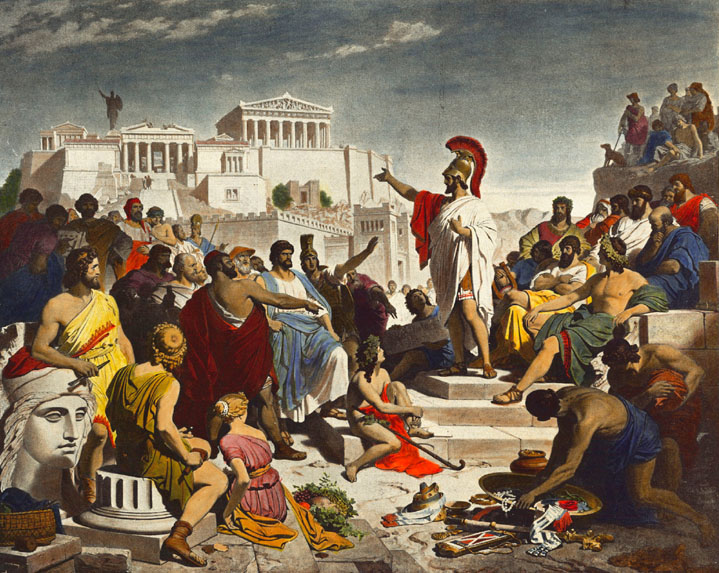
نقاشی قرن نوزدهم توسط فیلیپ فولتز، که پریکلس (سیاستمدار حاکم در آتن) را به تصویر می‌کشد، که در حال ایراد خطابهٔ معروف خاکسپاری است.

دموکراسی آتنی در دولت شهر یونانی آتن (معروف به پولیس)، متشکل از شهر آتن و اراضی اطراف آن، آتیکا، طی قرن ششم پیش از میلاد توسعه یافته‌است.
اگرچه آتن مشهورترین دولت شهر دموکراتیک یونان باستان است، اما نه تنها شهر دموکراتیک یونان باستان بود و نه اولین آنها، چندین شهر دیگر قوانین اساسی دموکراتیک مشابهی را قبل از روم تصویب رسانده بودند اما هیچ‌کدام به اندازه آتن مستند نشده‌اند. در اواخر قرن چهارم پیش از میلاد، نیمی از بیش از هزار دولت شهر یونانی موجود، احتمالا دموکراسی بودند.
آتن یک سیستم سیاسی قانونگذاری و لوایح اجرایی را ارائه می‌کرد. مشارکت برای همه ساکنان آزاد نبود، بلکه در عوض محدود به شهروندان بالغ مرد بود، «این تعداد احتمالاً کمتر از ۳۰ درصد کل جمعیت بزرگسال بودند»، به عنوان مثال، مقیمان خارجی، بردگان یا زنان اجازه شرکت نداشتند،
سولون (در ۵۹۴ قبل از میلاد)، کلئیستنس (در ۵۰۸/۷ قبل از میلاد)، و افیالتس (در ۴۶۲ قبل از میلاد) اقدام به توسعه دموکراسی آتنی کردند. کلئیستنس با تشکیل دادن شهروندان به ده گروه بر اساس محل زندگی خود، و نه بر اساس ثروتشان، قدرت اشراف را از بین برد. پریکلس نیز آخرین دوره رهبری دمکراسی را برعهده داشت. پس از مرگ وی، دموکراسی آتنی دوباره برای مدتی با انقلابهای الیگارشیک تا پایان جنگ پلوپونز از بین رفت. سپس توسط اوکلیدها احیا و تا حدودی اصلاح شد. دقیق‌ترین اطلاعات در دسترس راجع به این نظام طی اصلاحاتش در قرن چهارم می‌باشد تا نظامی که پریکلس بنا نهاد. دموکراسی در ۳۲۲ قبل از میلاد توسط مقدونیان سرکوب شد. پس از آن نهادهای آتنی مجدداً احیا شدند، اما این که چقدر آنها به یک دموکراسی واقعی نزدیک بودند قابل بحث است.